# Айдаралинська сільська рада
Айдарали́нська сільська рада (рос. Айдаралинский сельский совет) — муніципальне утворення у складі Стерлібашевського району Башкортостану, Росія. Адміністративний центр — село Айдаралі.

## Населення
Населення — 636 осіб (2019, 781 в 2010, 929 в 2002).

## Склад
До складу поселення входять такі населені пункти:
| Населений пункт      | Населення, осіб (2002) | Населення, осіб (2010) |
| -------------------- | ---------------------- | ---------------------- |
| Айдаралі, село       | 833                    | 711                    |
| Артюховка, присілок  | 66                     | 52                     |
| Івановка, присілок   | 2                      | 2                      |
| Родіоновка, присілок | 28                     | 16                     |